# Ambophthalmos
Ambophthalmos is een geslacht van straalvinnige vissen uit de familie van psychrolutiden (Psychrolutidae).

## Soorten
- Ambophthalmos angustus (Nelson, 1977)
- Ambophthalmos eurystigmatephoros Jackson & Nelson, 1999
- Ambophthalmos magnicirrus (Nelson, 1977)